# Discobola fumihalterata
Discobola fumihalterata là một loài ruồi trong họ Limoniidae. Chúng phân bố ở miền Cổ bắc.